# KANUKOKA

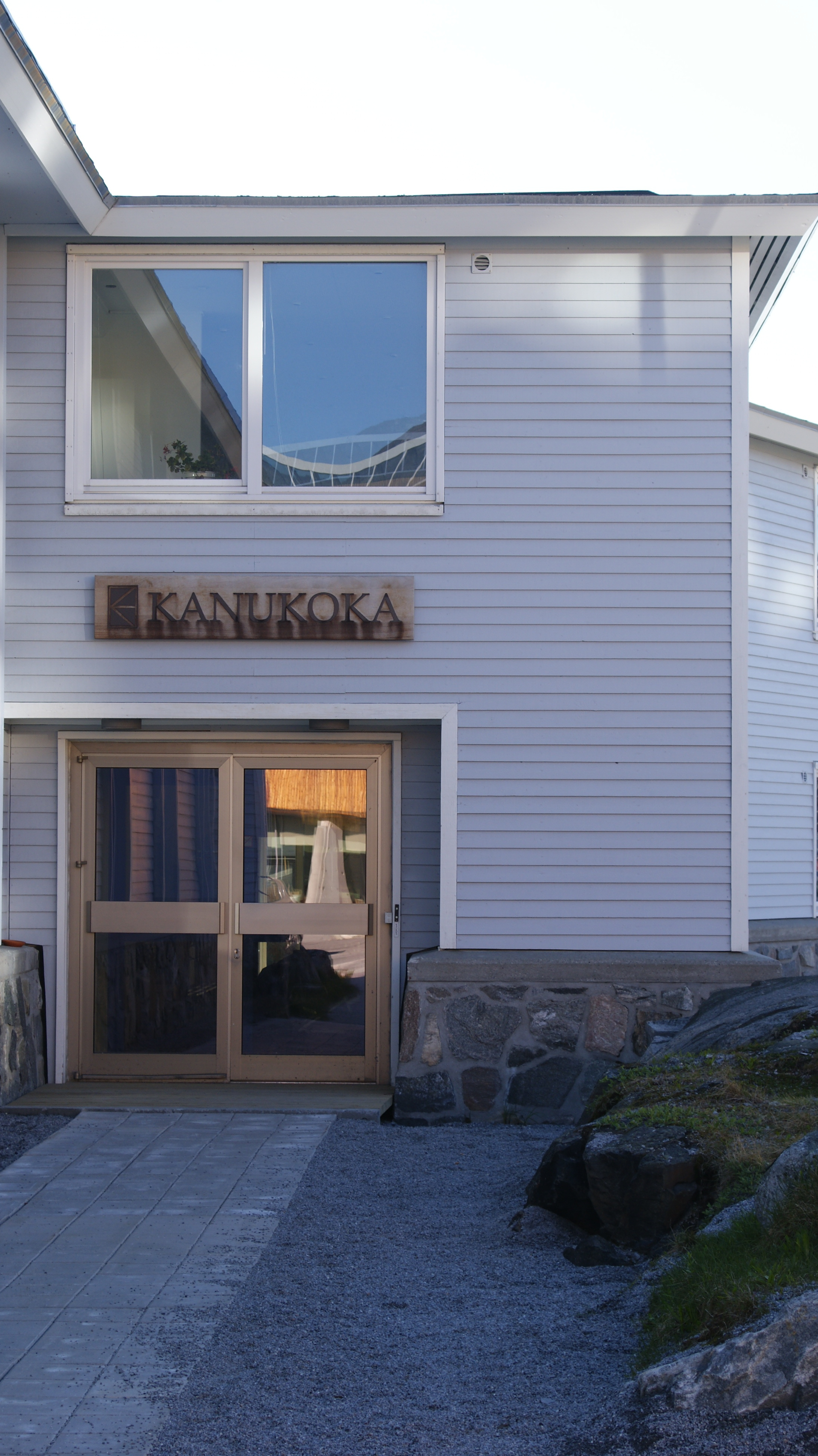
Eingang des Verbandssitzgebäudes in Nuuk

KANUKOKA, kurz für Kalaallit Nunaanni Kommuneqarfiit Kattuffiat („Verbund der Kommunalverwaltungen in Grönland“), war der Kommunalverband Grönlands. Er wurde 1972 gegründet und 2018 aufgelöst.

## Geschichte

### Vorgeschichte
Die grönländischen Gemeinden in ihrer damaligen Form waren 1950 als Folge der Grønlandskommission gegründet worden. Die anfangs 16 westgrönländischen Gemeinden hatten jedoch kaum Befugnisse. Sie trafen sich regelmäßig zu kleinen recht unbedeutenden Konferenzen.
Im September 1970 gründete Grönlandsminister Arnold Christian Normann einen Ausschuss, um die Aufgabenverteilung zwischen der dänischen Regierung, Grønlands Landsråd und den Gemeinden zu optimieren. Der Ausschussvorsitzende Holger Hansen setzte sich für zusätzliche Befugnisse für die grönländischen Gemeinden ein.
Im November 1970 fand in Nuuk erstmals eine größere Gemeindekonferenz statt, um sich mit der Migrationsproblematik zu beschäftigen, die aus der G60-Politik und der drohenden Schließung Qullissats resultierte. Die Gemeindekonferenz hatte jedoch aus verfassungsrechtlichen Gründen keinerlei Beschlusskompetenz.
Der Ausschuss empfahl die Durchführung von einem Gemeindeseminar wie der Konferenz im November zur Verbesserung der zwischengemeindlichen Zusammenarbeit, die als erste Arbeitshandlung des neugewählten Landesrats im Frühjahr 1971 genehmigt wurde.

### Gründung
Im Januar 1972 wurde im Hotel Hvide Falk in Ilulissat ein Seminar für die Gemeinden in der Diskobucht abgehalten. In der Sitzung, an der neben den Gemeinderatsmitgliedern der betreffenden Gemeinden auch mehrere Ausschussmitglieder und Lars Chemnitz und Moses Olsen als Vertreter von Landesrat und Folketing teilnahmen, wurde beschlossen, dass die Gemeinden bedeutende Arbeitsbereiche übernehmen sollten. Holger Hansen meinte, dass die Gemeinden nur dadurch in seinem Ausschuss vertreten sein könnten, wenn ein Gemeindeverband einen Repräsentanten aussenden würde. Aus diesem Grund schlug Emilie Lennert, die zu diesem Zeitpunkt Gemeinderatsvorsitzende (de facto Bürgermeisterin) der Gemeinde Sisimiut war, die Gründung eines Gemeindeverbands vor.
Emilie Lennert organisierte vom 22. bis zum 26. Juli 1972 eine Konferenz an der Knud Rasmussenip Højskolia in Sisimiut. Dort wurde schließlich am 24. Juli 1972 KANUKOKA  gegründet. An der Konferenz nahmen Vertreter von 15 der damaligen 18 Gemeinden teil. Die Gemeinden Qaanaaq und Upernavik konnten wegen infrastruktureller Probleme nicht teilnehmen und die Gemeinde Ivittuut verzichtete, weil sie nur 75 Einwohner hatte. Letztere trat dem Verband zwei Jahre später am 13. Juni 1974 bei, womit alle Gemeinden vertreten waren.
Im September 1972 überreichte der Ausschuss seinen vorläufigen Bericht an Grönlandsminister Knud Hertling. Im Herbst 1973 wurde man sich einig, dass die Gemeinden ab 1976 das Kämmererwesen übernehmen sollten. Das Steuerwesen war der große politische Streitpunkt gewesen, da man sich nicht einig war, ob das Grönlandsministerium, der Landesrat oder die Gemeinden für die Besteuerung zuständig sein sollten. Schließlich wurde das Steuerdirektorat dem Landesrat untergeordnet, aber die Gemeinden erhielten Befugnisse zur Festsetzung der Steuerhöhe. Im September 1973 wurde der endgültige Ausschussbericht abgeliefert. 1978 sollten die Gemeinden das Folkeskole- und Bibliothekswesen übernehmen und im Jahr darauf die Strom-, Wasser- und Wärmeversorgung.

### Erste Jahre
Bei der Sitzung vom 26. April bis zum 2. Mai 1976 forderte die Gemeinde Nuuk mehr Einfluss. Da sich die anderen Gemeinden weigerten, drohte Nuuk mit dem Austritt aus dem Verband. Anschließend stimmte der Gemeinderat in knapp für den Austritt, der am 1. Januar 1977 inkrafttreten sollte, womit KANUKOKA eine seiner finanzstärksten Gemeinden verloren hätte. Einer der Gründe war, dass der Landesrat und das Ministerium beschlossen hatten, dass die finanzstärksten Gemeinden den schwächeren finanziell helfen sollten, womit KANUKOKA insgesamt nicht zufrieden war. Im Dezember 1976 wurde der Austritt der Gemeinde Nuuk um ein Jahr verschoben und schließlich vollständig ausgesetzt.
Im Jahr 1978 wurde die erste Dorfkonferenz abgehalten, da die Entwicklung der grönländischen Dörfer zu diesem Zeitpunkt infolge der G60-Politik massiv übergangen wurde.
Am 9. Februar 1979 erhielt KANUKOKA ein eigenes Gebäude in Nuuk. Zuvor hatte der Verband seine Verwaltung im Gebäude des Landshøvdings.
Im Jahr 1979 kam es erneut zu Problemen. Nach der Gründung der grönländischen Parteien und der Parlamentswahl 1979 übernahm die Atassut alle fünf Plätze im Vorstand von KANUKOKA. Die Siumut forderte zwei Vorstandssitze und vier von der Siumut regierte Gemeinden drohten mit ihrem Austritt. Die Atassut lehnte aber ab, woraufhin die Siumut den Sitzungssaal bei der Vorstandswahl verließ und die Atassut so fast einstimmig ihre Kandidaten in den Vorstand wählen konnten. Es wurde eine außerordentliche Sitzung einberufen, in der die Siumut ihre Forderungen wiederholte. Mittlerweile drohten acht Kommunen mit ihrem Austritt, der de facto in der Auflösung des Verbands resultiert hätte. Schließlich musste die Atassut auf zwei Sitze verzichten.
Nach der Kommunalwahl 1983 verlor die Atassut ihre Vormachtstellung im Vorstand von KANUKOKA komplett und erhielt nur noch einen Sitz. Die Gemeinde Nuuk, deren Bürgermeister der Atassut angehörte, drohte erneut mit dem Austritt. Der Gemeinderat stimmte schließlich für den Austritt, der am 1. Januar 1985 vollzogen werden sollte. Regierungschef Jonathan Motzfeldt versuchte den Gemeinderat umzustimmen, was jedoch nicht auf Wohlwollen stieß. Verhandlungen führten im November 1985 dazu, dass die Gemeinde Nuuk ihren Austritt auf den 1. Januar 1986 verschob und schließlich erneut gänzlich aufgab.

### Wachsender Einfluss
Mitte bis Ende der 1980er Jahre hatte KANUKOKA größeren politischen Einfluss auf das Steuerwesen und die Arbeitslosengeldverwaltung, wobei es zu Streitigkeiten mit der Regierung gekommen war. Der Verband gewann in dieser Zeit stark an Bedeutung und verbesserte auch die interne Zusammenarbeit sowie die finanzielle Situation der Gemeinden.
1992 wurde erneut ein Ausschuss gegründet, der wie rund 20 Jahre zuvor die Aufgabenverteilung bewerten sollte. Dem Ausschuss gehörten der frühere Regierungschef Jonathan Motzfeldt, der Parlamentsvorsitzende Bendt Frederiksen, Minister Hans Iversen (kurz darauf ersetzt durch Ane Sofie Hammeken), die Parlamentsabgeordneten Knud Sørensen, Jakob Sivertsen und Johan Lund Olsen, der KANUKOKA-Vorsitzende Edvard Møller, die Bürgermeister Uvdloriaĸ Løvstrøm, Laannguaq Lynge und Torben Emil Lynge und der Dorfvertreter Jens Adolfsen an. Der Ausschuss gab drei Gutachten ab, die in der Einführung eines neuen Kommunalgesetzes am 1. Januar 1995 resultierten. Dadurch erhielten die Dorfräte größere Befugnisse. Ab 1997 wurde eine Kommunalwahlreform gültig, durch die jede Gemeinde nur noch aus einem Wahlkreis bestand. Auch in sämtlichen anderen von den Gemeinden verwalteten Bereichen wie bspw. dem Schulwesen kam es zu Änderungen. Insgesamt wurden die Befugnisse der Kommunen erneut vergrößert.
Da Gebäude wurde zwischen 1994 und 1995 ausgebaut, da es wegen erhöhtem Personalbedarf nicht mehr ausreichend Platz geboten hatte.
1995 wurde KANUKOKA Mitglied im internationalen Kommunalverband International Union of Local Authorities (IULA) und stärkte zudem seine Zusammenarbeit mit dem dänischen und dem isländischen Kommunalverband.

### Kommunalreform und Auflösung
Die 2000er Jahre waren geprägt von der geplanten Kommunalreform, bei der die 18 grönländischen Gemeinden zu einer deutlich geringeren Zahl an Kommunen zusammengelegt werden sollten. Dabei kam es zum Konflikt zwischen der Regierung und KANUKOKA darüber, wie und wann die Reform durchgeführt werden sollte. Nach anfänglichen Streitigkeiten wurde die Kommunalreform Ende 2006 beschlossen. Zugleich wurde auch diskutiert, ob ein Kommunalverband bei nur vier zukünftigen Kommunen überhaupt noch Sinn ergibt.
Am 1. Januar 2009 wurde die Kommunalreform durchgeführt. 2010 kam es erneut zu Diskussionen, ob KANUKOKA aufgelöst werden sollte. Eine deswegen angekündigte Reform beim Verband war auch 2014 noch nicht durchgeführt.
Im September 2014 stimmte die Kommuneqarfik Sermersooq für den Austritt aus KANUKOKA, da Bürgermeisterin Asii Chemnitz Narup den Zweck des Kommunalverbands nicht mehr erkennen konnte. In der Folge sollte der Verbandssitz verlegt werden, da Nuuk mit dem am 1. Januar 2016 inkrafttretenden Austritt der Kommuneqarfik Sermersooq nicht mehr im Verbandsgebiet lag. Dabei stand zur Diskussion, die Verwaltung über mehrere Orte in Grönland zu verteilen. Schließlich einigte man sich auf Maniitsoq als neuen Sitz. Im Juni 2016 forderte der Vorsitzende Palle Jerimiassen die Auflösung von KANUKOKA und trat anschließend zurück.
Zum 1. Januar 2018 wurde die Qaasuitsup Kommunia in die Avannaata Kommunia und die Kommune Qeqertalik aufgespalten. Beide Kommunen lehnten jedoch im Voraus die Mitgliedschaft bei KANUKOKA ab. Am 18. Dezember 2017 beschloss KANUKOKA seine Selbstauflösung, die am 31. Juli 2018 inkrafttrat.

## Vorsitzende
- 1972–1979: Ado Lynge
- 1979–1983: Ulloriannguaq Kristiansen
- 1983–1989: Anders Kielsen
- 1989–2001: Edvard Møller
- 2001–2005: Jens Lars Fleischer
- 2005–2007: Lars Karl Jensen
- 2007–2008: Søren Alaufesen
- 2008–2010: Enok Sandgreen
- 2010–2015: Martha Abelsen
- 2015–2016: Palle Jerimiassen
- 2016–2018: Simon Simonsen